# Orquestra Sinfônica da Rádio de Viena
A Orquestra Sinfônica de Rádio de Viena (em alemão Radio-Symphonieorchester Wien) é uma orquestra da rádio da Áustria. Fundada em 1969 com o nome de Orquestra Sinfônica (em alemão Symphonieorchester). Esta é a única rádio orquestra da Áustria. A orquestra adquiriu o atual nome em 1996. Diferentemente das outras orquestras austríacas, a Sinfônica da Rádio de Viena tem o foco na música clássica contemporânea. ela apresenta-se regularmente no Radiokulturhaus, Konzerthaus, Theater an der Wien e Musikverein.
Milan Horvat foi o maestro chefe da orquestra entre 1969 e 1975. Desde 2002 Bertrand de Billy serve como o maestro chefe da orquestra. O sucessor de Bertrand será o maestro Cornelius Meister, que será efeticado em 2010.

## Maestros Chefes
- Milan Horvat (1969–1975)
- Leif Segerstam (1975–1982)
- Lothar Zagrosek (1982–1986)
- Pinchas Steinberg (1989–1996)
- Dennis Russell Davies (1996–2002)
- Bertrand de Billy (2002–)